# Ichneutica marmorata
Ichneutica marmorata là một loài bướm đêm trong họ Noctuidae.